# Kitty (эмулятор терминала)
Kitty — эмулятор терминала для среды Linux, macOS, и различных версий BSD.

## Особенности
Kitty поддерживает дополнительные программы, называемые «котятами» («kittens»), которые добавляют функции к kitty. Другие возможности включают:
- Отображение изображений при установленном ImageMagick[2]
- Интерактивный ввод символов Юникода по имени, коду, недавно использованным[3]
- Поддержка истинного цвета, возможности форматирования текста
- Чередование нескольких окон и вкладок[4]
- Щелчки по гиперссылкам
- Поддержка мыши (как в Vim)
- Несколько буферов копирования/вставки, как в Vim[5]
- OpenGL рендеринг[6]

## Философия дизайна

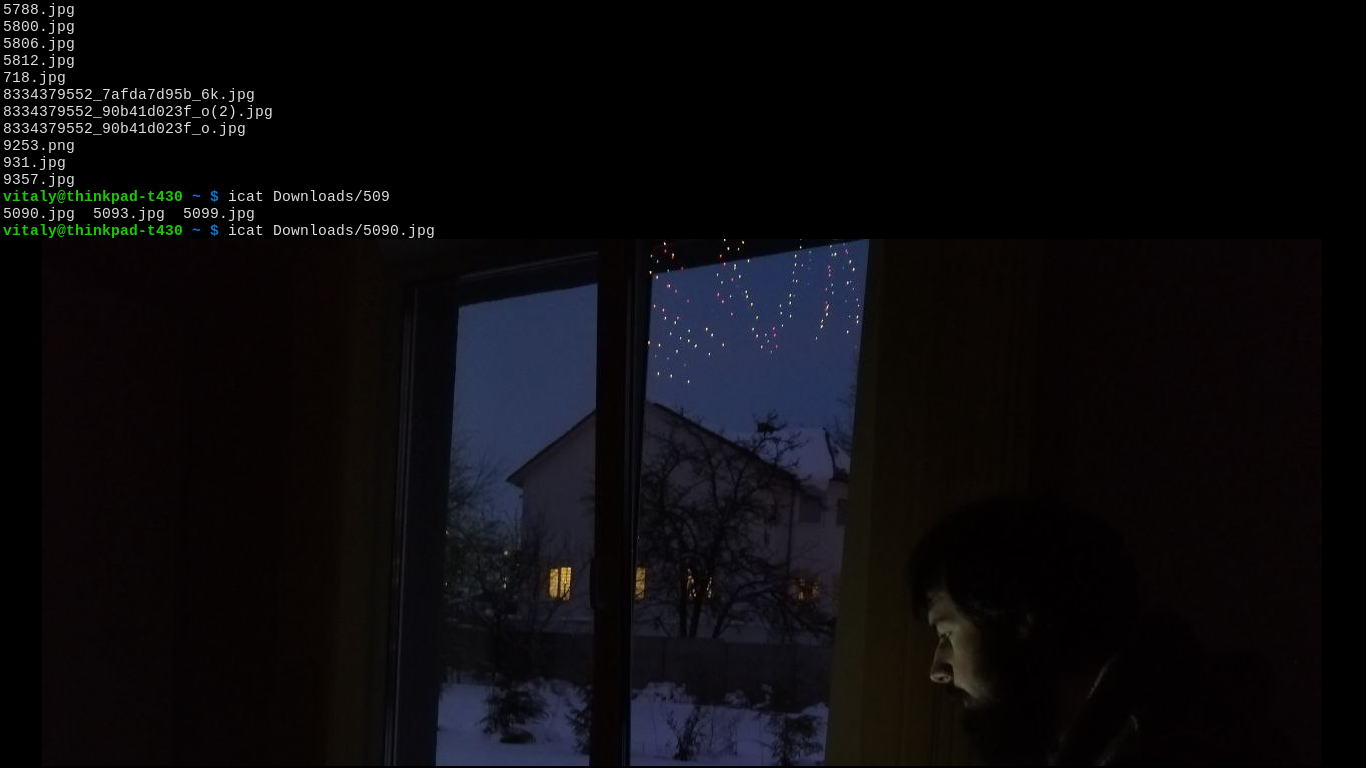
Эмулятор терминала kitty

kitty — терминальный эмулятор, ориентированный на управление с клавиатуры, при этом также поддерживающий использование мыши. Конфигурация осуществляется через один простой текстовый файл, что упрощает воспроизводимость и перенос настроек.
Программа реализована с использованием языков программирования Cи (для производительно критичных компонентов), Python (для реализации пользовательского интерфейса и расширяемости) и Go (для командных утилит, называемых kittens). Kitty не использует тяжёлые графические фреймворки и применяет OpenGL для рендеринга интерфейса.
Эмулятор поддерживает современные возможности терминалов: Unicode, 24-битную цветовую палитру (true color), различные шрифтовые стили(полужирный и курсив), а также расширенное форматирование текста. В числе дополнительных функций: поддержка цветных и стилизованных подчёркиваний, включая волнистые. Архитектура kitty предусматривает возможность расширения функциональности в будущем.